# Los Muermos
Los Muermos ist eine Kommune im Süden Chiles. Sie liegt in der Provinz Llanquihue in der Region de los Lagos. Sie hat 17.068 Einwohner und liegt ca. 47 Kilometer nordwestlich von Puerto Montt.

## Geschichte
Der Begriff „Muermos“ stammt vom spanischen Wort „Ulmo“, welches für die Chilenische Scheinulme steht.
Zunächst lebten auf dem Gebiet die Huilliche, ein indigenes Volk Südchiles, bis im 16. Jahrhundert die spanischen Eroberer ebenfalls in die Region vordrangen. Ab dem 20. Jahrhundert kamen immer mehr Siedler in den Süden und gründeten auf dem Gebiet des heutigen Hauptortes der Gemeinde die Siedlung Los Muermos. In der Umgebung blieben die Huilliche in eigenen Dörfern, die aber von der Versorgung von Los Muermos abhingen. 1940 wurde die Kommune an die Eisenbahn angeschlossen, welche bis 1982 bestehen blieb. In den folgenden Jahren wurden auch Schulen und eine Polizeistation eröffnet, ehe zum 1. Januar 1962 die Kommune offiziell gegründet wurde.

## Demografie und Geografie
Laut der Volkszählung aus dem Jahr 2017 leben in Los Muermos 17.068 Einwohner, davon sind 8681 männlich und 8387 weiblich. 47,5 % leben in urbanem Gebiet, der Rest in ländlichem Gebiet. Neben der Gemeinde Los Muermos gehören mehrere Ortschaften zur Kommune, etwa Río Frío oder auch Punta Estaquilla. Die Kommune hat eine Fläche von 1245,8 km² und grenzt im Norden an Fresia, im Osten an Llanquihue, Puerto Montt und Puerto Varas, im Süden an Maullín und im Westen an den Pazifischen Ozean.

## Wirtschaft und Politik
In Los Muermos gibt es 228 angemeldete Unternehmen. Eine wichtige Wirtschaftsquelle der Gemeinde ist die Landwirtschaft. Der aktuelle Bürgermeister von Los Muermos ist Emilio González Burgos von der rechtskonservativen UDI. Auf nationaler Ebene liegt Los Muermos im 56. Wahlkreis, unter anderem zusammen mit Puyehue, Frutillar und Puerto Varas.

## Fotogalerie

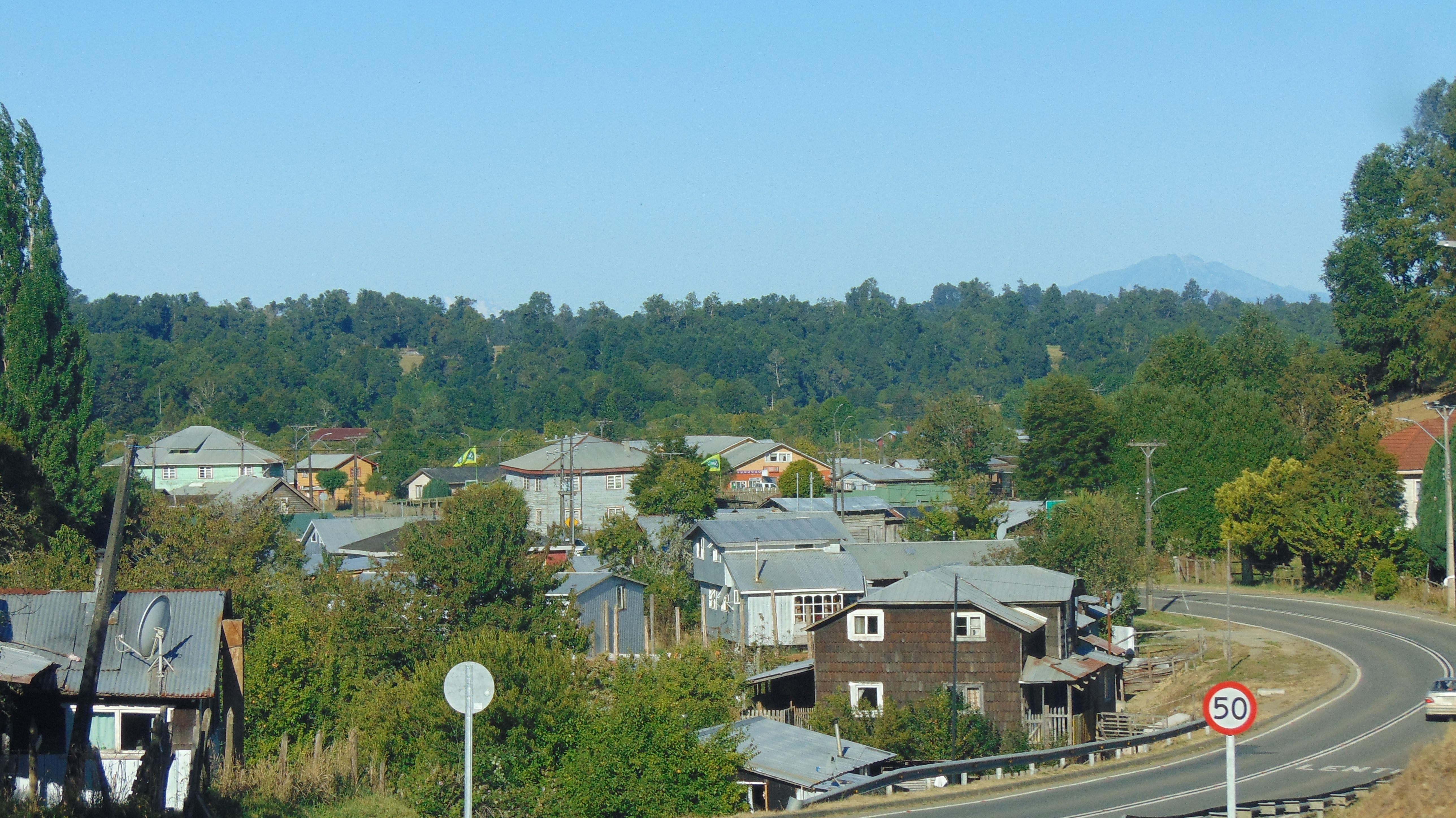
Los Muermos
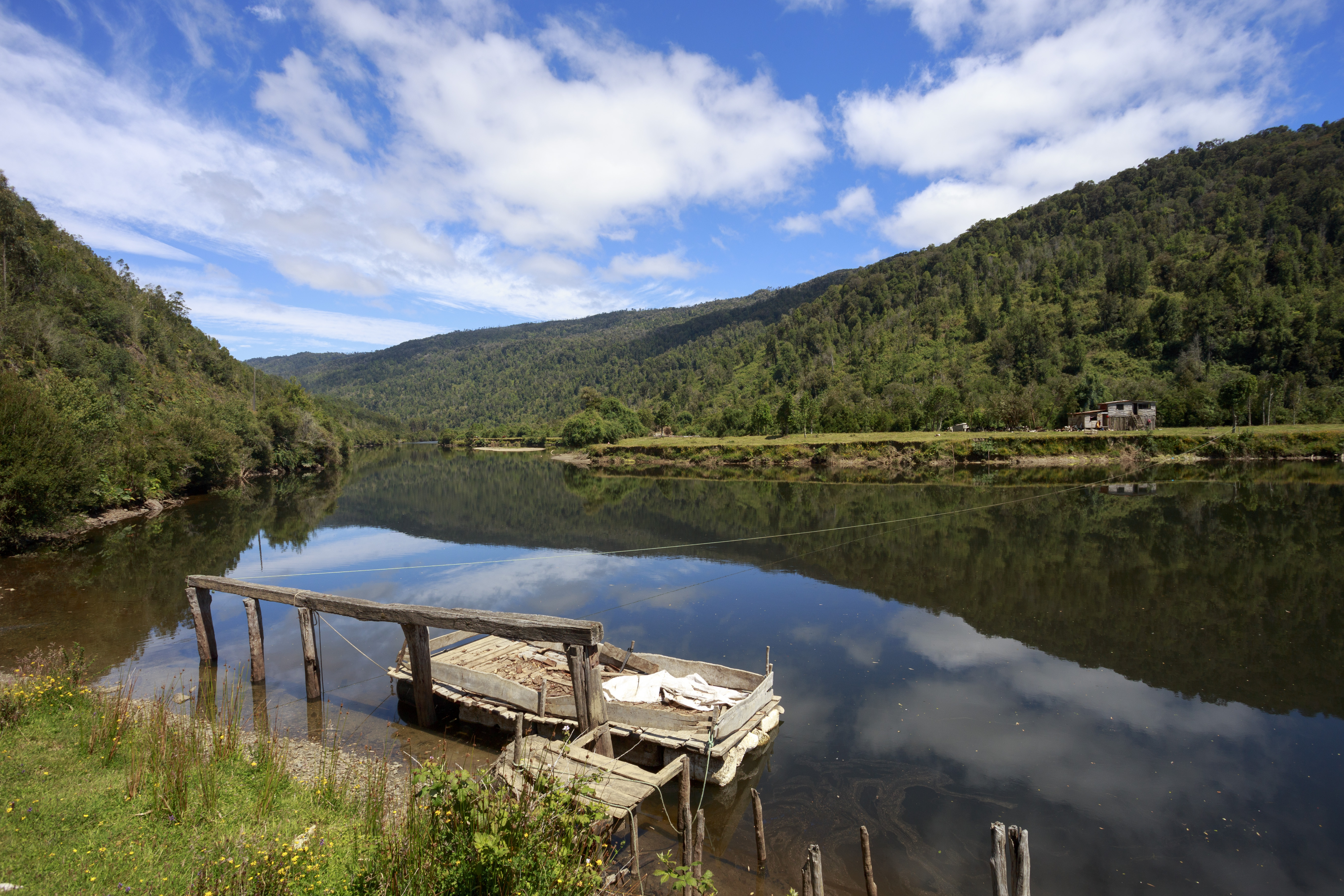
Umgebung von Los Muermos
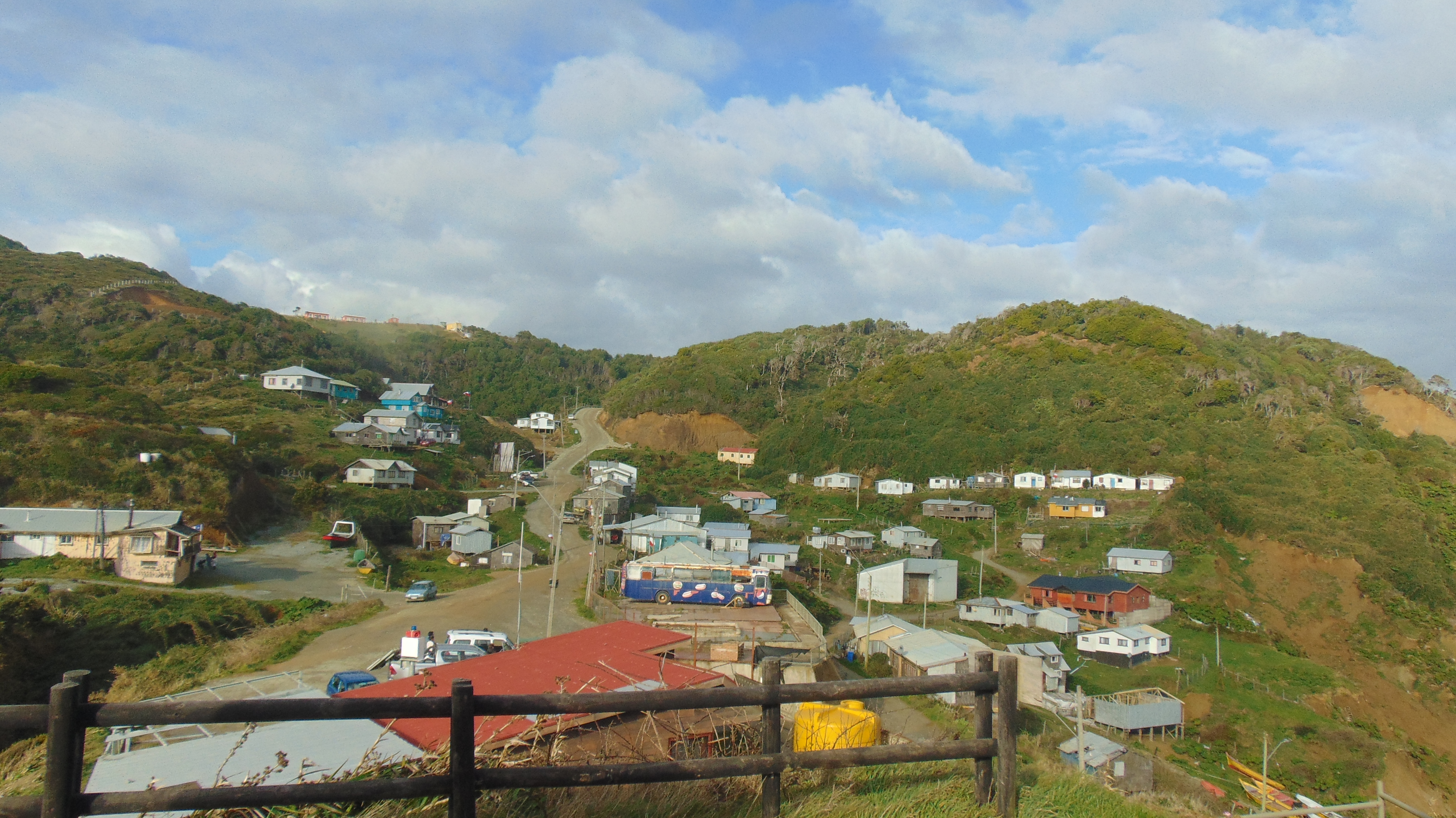
Ortsteil Punta Estaquilla
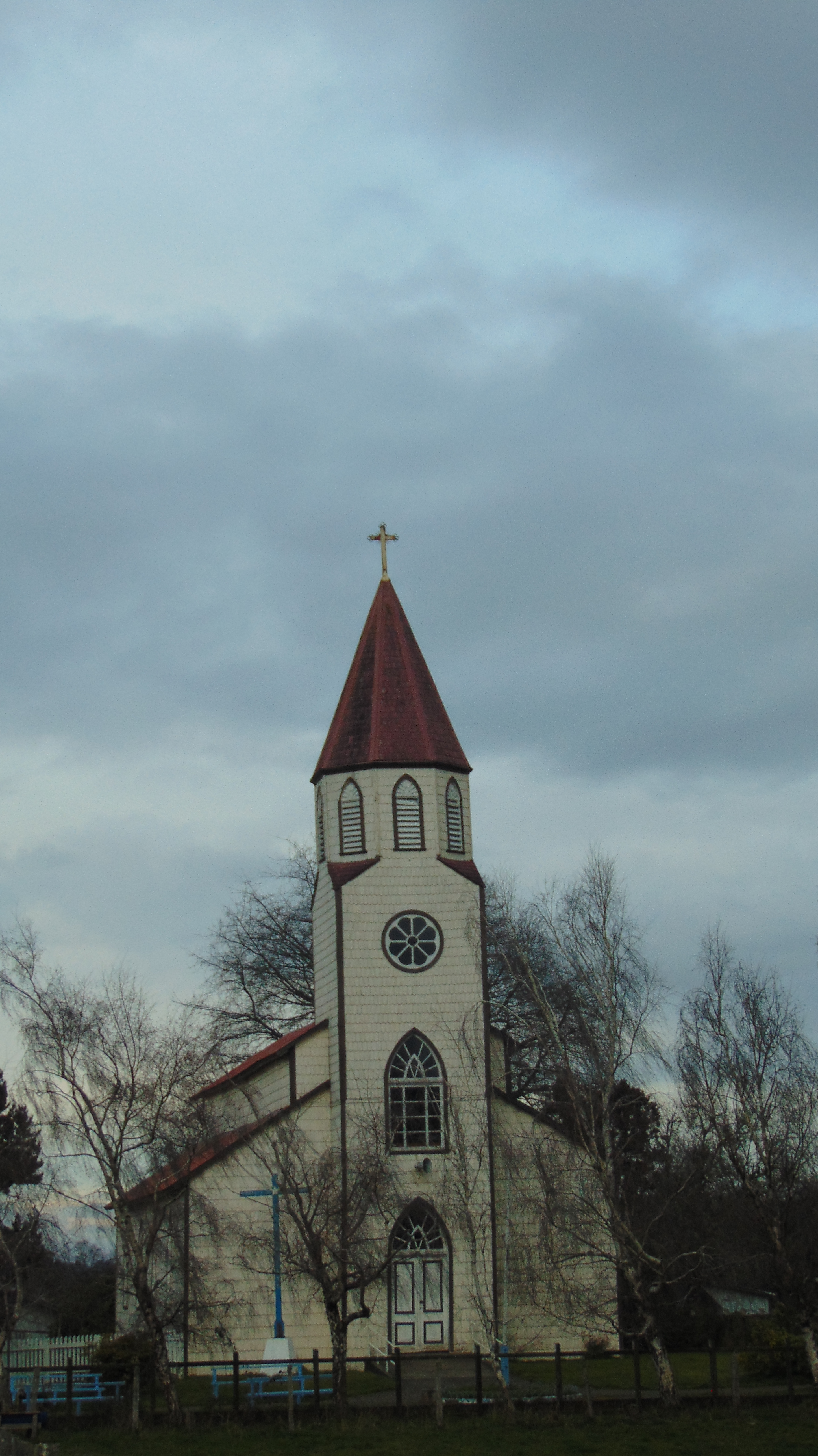
Kirche in Río Frío